# Hans Peter Bleuel
Hans Peter Bleuel (* 18. März 1936 in Stuttgart; † 2. November 2023) war ein deutscher Schriftsteller. Von 1984 bis 1987 war er Vorsitzender des Verbandes deutscher Schriftsteller (VS).

## Leben
Bleuel besuchte das Wöhler-Realgymnasium in Frankfurt am Main. Danach studierte er von 1956 bis 1958 an der dortigen Goethe-Universität, dann in München (bis 1962) Geschichte, Germanistik, Soziologie und Zeitungswissenschaften. Zu seinen Lehrern gehörten Max Horkheimer, Theodor W. Adorno, Walter Höllerer, Otto Vossler und Franz Schnabel.
1962/1963 arbeitete Bleuel als Redakteur beim Technischen Pressedienst der Firma Siemens und im Folgejahr als Assistent der Leitung des Verlages Droemer Knaur in München. Seitdem wirkte er als freier Schriftsteller. Er war außerdem von 1968 bis 1970 in der Evangelischen Akademie Tutzing und von 1975 bis 1980 als freier Mitarbeiter des Deutschen Jugendinstituts in München tätig.
Bleuel wurde 1970 Mitglied des Verbandes deutscher Schriftsteller (VS) und übernahm 1976 dessen Vorsitz im Landesverband Bayern der IG Druck und Papier, der er 1974 beigetreten war. Er setzte sich für die Integration der VS in die Gewerkschaft ein. 1983 und 1986 wurde er jeweils zum Bundesvorsitzenden des VS gewählt. 1987 trat er aufgrund verbandsinterner Streitigkeiten vorzeitig zurück, engagierte sich aber weiterhin im VS.
Bleuel war außerdem Vizepräsident des Europäischen Schriftstellerkongresses (EWC) und bis 1994 Vorsitzender des Vereins INTERLIT, Veranstalter der Internationalen Literaturtage Dritte Welt 1988 und 1993. Ab 1983 war er Mitglied im Verwaltungsrat und 2000 bis 2019 ehrenamtliches Vorstandsmitglied der Verwertungsgesellschaft Wort. Er galt als Fachmann in den Bereichen Urheberrecht und Medienpolitik.
Als Schriftsteller befasste sich Bleuel hauptsächlich mit Themen der Zeitgeschichte, verfasste kritische Sozialreports und schrieb Biographien von Persönlichkeiten der Arbeiterbewegung wie Ferdinand Lassalle (1979) und Friedrich Engels (1981). Von ihm stammen zudem eine Reihe von Rundfunkbeiträgen und Publikationen zur Kultur von Küche, Land und Leuten, mit deren Veröffentlichung er seinen Lebensunterhalt finanzierte.
Bleuel war seit 1967 mit der Lektorin Sigrid Wolff verheiratet. Aus der Ehe ging eine Tochter hervor.

## Schriften (Auswahl)
- mit Ernst Klinnert: Deutsche Studenten auf dem Weg ins Dritte Reich. Ideologien – Programme – Aktionen 1918–1935. Gütersloh 1967.
- Deutschlands Bekenner. Professoren zwischen Kaiserreich und Diktatur. Bern 1968.
- Kinder in Deutschland. München 1971.
- Das saubere Reich. Theorie und Praxis des sittlichen Lebens im Dritten Reich. Bern 1972.
- Ferdinand Lassalle oder der Kampf gegen die verdammte Bedürfnislosigkeit. München 1979.